# 孙守璞
孙守璞（1946年10月—），男，山东牟平人，中华人民共和国政治人物。中共山东省委党校干部专修科毕业，中国科技大学研究生学历。

## 生平
1966年加入中国共产党。历任中共威海市委常委、宣传部部长，市委副书记、秘书长，副市长、市长，市委书记、市人大常委会主任、市委党校校长；山东省人民政府秘书长，副省长等职。2007年3月受聘为山东省人民政府特邀咨询，协助才利民负责对外合作重点项目、实施“走出去”战略方面的工作。